# Frederic I de Baden
Frederic I de Baden (Karlsruhe 1826 - Mainau 1907) va ser un gran duc de Baden des de l'any 1858 i fins a la seva mort quaranta-nou anys després, l'any 1907.
Nascut a la ciutat de Karlsruhe, capital del gran ducat de Baden, el dia 9 de setembre de 1826, era fill del gran duc Leopold I de Baden i de la princesa Sofia de Suècia. Per via paterna era net del gran duc Carles Frederic I de Baden i de l'aristòrcrata Luise Karoline Geyer von Geyersberg, i per via materna del rei Gustau IV Adolf de Suècia i de la princesa Frederica de Baden.
El 20 de setembre de l'any 1856 contragué matrimoni a Berlín amb la princesa Lluïsa de Prússia, filla del kàiser Guillem I de Prússia i de la duquessa Augusta de Saxònia-Weimar-Eisenach. La parella tingué tres fills:
- SM el gran duc Frederic II de Baden, nat a Karlsruhe el 1857 i mort el 1928 a Badenweiler. Es casà al Castell de Hohenburg amb la princesa Hilda de Luxemburg l'any 1885.

- SAGD la princesa Sofia de Baden, nada el 1862 a Karlsruhe i morta a Roma el 1930. Es casà amb el rei Gustau V de Suècia el 1881 a Karlsruhe.

- SAGD el príncep Lluís de Baden, nat a Baden-Baden el 1865 i mort a Friburg de Brisgòvia el 1888.

L'any 1852, Frederic esdevingué príncep regent del Gran Ducat a causa de la malaltia mental que patia el seu germà i gran duc Lluís II de Baden. Així, des de 1852 i fins a l'any 1856 exercí la regència. L'any 1856, Frederic esdevingué gran duc tot i que no seria fins a l'any 1858 que el seu germà moriria. D'aquesta manera, Frederic I, igual que anys després el rei Lluís III de Baviera, esdevingué gran duc.
Durant el seu llarg regnat, gairebé la meitat d'un segle, a Baden s'hi reforçà la monarquia constitucionals en tant que el Parlament guanyà protagonisme en detriment de la Corona. L'any 1904 s'establiren les eleccions directes per l'elecció de la Cambra Baixa del Gran Ducat. Durant el regnat de Frederic també s'aprovà el matrimoni civil.
El gran duc tingué un paper relativament determinant en el procés d'unificació d'Alemanya sota la figura del seu sogre, el kàiser Guillem I de Prússia. Frederic liderà el grup de sobirans alemanys presents al Palau de Versalles en el moment formal en què es produí la unificació que la guerra francoprussiana de 1870 havia establert de facto.
El 28 de setembre de l'any 1907 morí a la seva residència d'estiu a l'illa de Mainau.